# Republika Nowej Afryki

Flaga Republiki Nowej Afryki

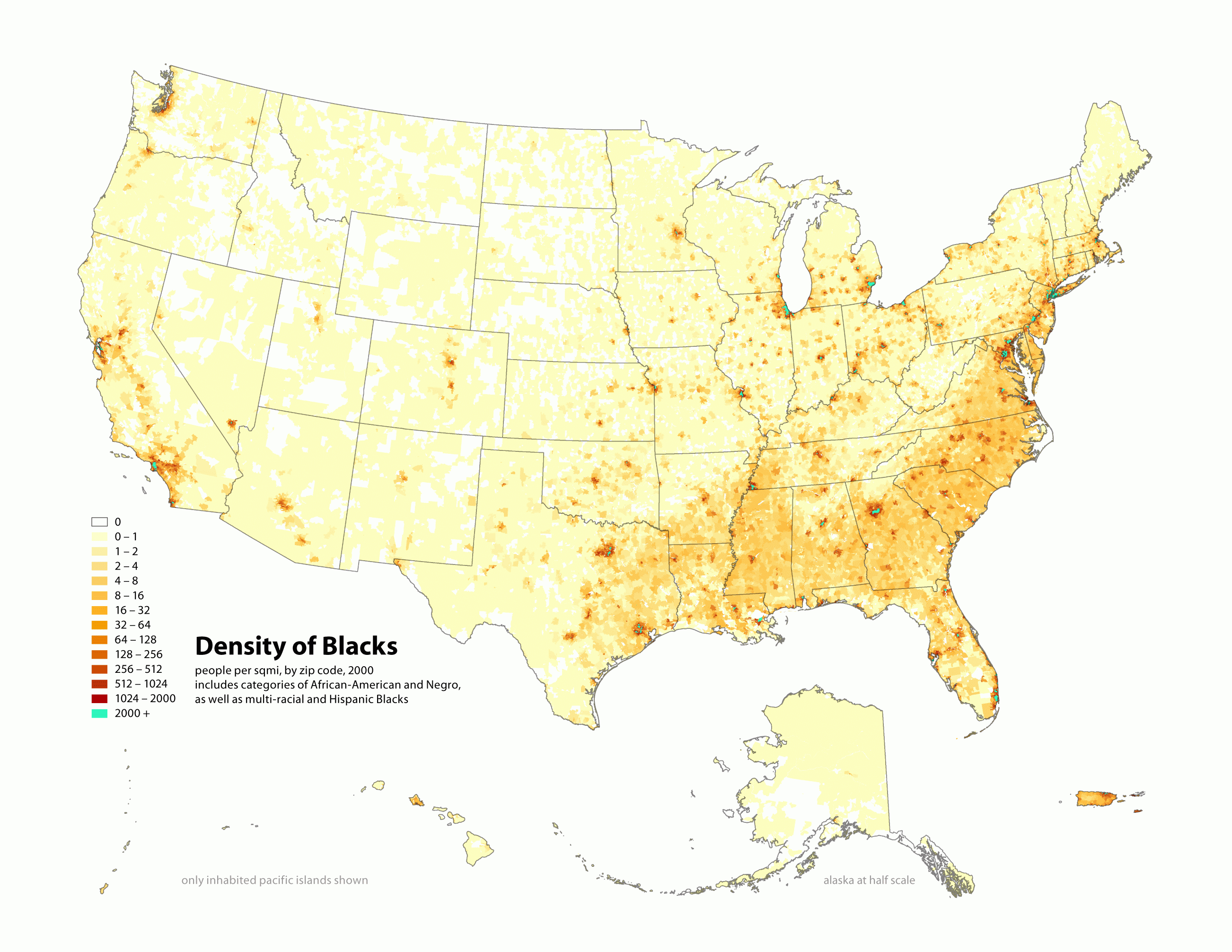
Mapa największych skupisk Afroamerykanów, czyli proponowanego obszaru „Nowej Afryki”

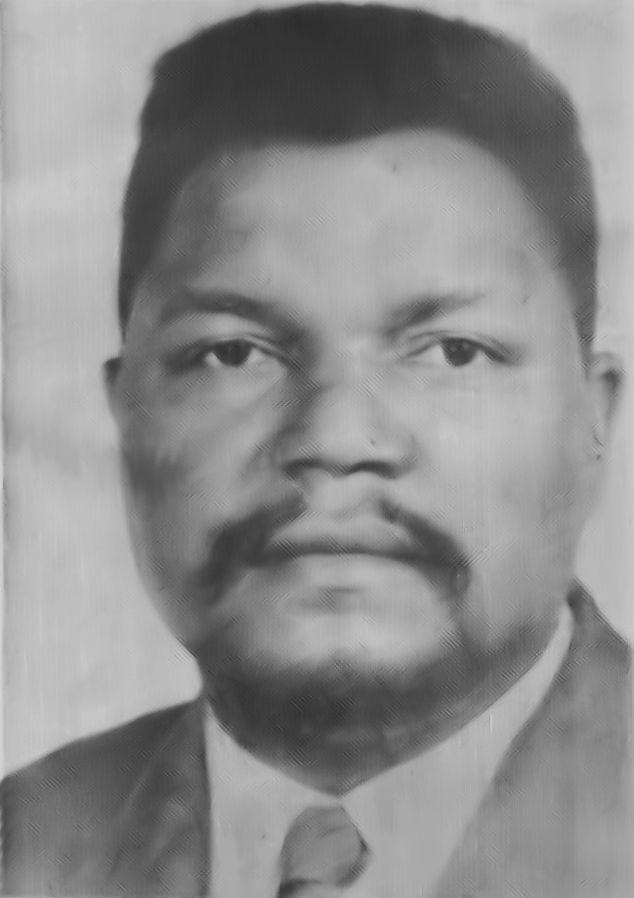
Pierwszy „Prezydent” Republiki Nowej Afryki

Republika Nowej Afryki, ang. Republic of New Afrika (RNA),  proponowane przez radykalny ruch społeczny czarnoskórych mieszkańców USA państwo w granicach USA, na terenie stanów: Luizjana, Missisipi, Alabama, Georgia oraz Karolina Południowa. Według innych propozycji obejmowały by także część lub całość stanów: Arkansas, Teksas, Karolina Północna, Tennessee i Floryda.
Na zjeździe w Detroit, 31 marca 1969 roku ogłoszono deklarację niepodległości. Powoływano się w niej na prawo do zadośćuczynienia, które miało przysługiwać czarnym mieszkańcom USA za lata niewoli i upokorzenia. Do życia powołano Republikę Nowej Afryki, która obejmować miała - według różnych wersji - rejon tzw. „Czarnego pasa” w USA. Planowano też referendum, w którym Afroamerykanie mieliby się wypowiedzieć, którego państwa wolą być obywatelami: Stanów Zjednoczonych, czy Republiki Nowej Afryki.
Pierwszą głową tego państwa został Robert F. Williams, który był czarnoskórym radykalnym działaczem przebywającym wówczas na emigracji w Chinach. W latach 50. zorganizował on Czarną Zbrojną Gwardię, która strzegła czarnoskórych przed organizacjami w rodzaju Ku Klux Klanu. Zorganizował także grupy tzw. „Freedom Riders”, demonstracyjnie sprzeciwiające się amerykańskiej wersji apartheidu. W 1961 roku poszukiwany przez policję Williams zbiegł na emigrację na Kubę, gdzie - wzorując się na Radiu Wolna Europa - razem z Fidelem Castro założył „Radio Free Dixie” kierowane do czarnoskórych Amerykanów (które władze USA zagłuszały tak, jak władze Państw Bloku Wschodniego „Radio Wolna Europa”). W 1965 roku wyjechał do Chin, skąd wrócił do USA w 1969 roku. Aresztowany, w 1975 roku został oczyszczony z wszelkich zarzutów i podjął pracę na uniwersytecie.
Zwolennicy koncepcji Republiki Nowej Afryki, oskarżani o kontrowersyjne i wywrotowe działania (w tym akty przemocy) i znajdujący się w związku z tym pod czujnym okiem władz, policji i FBI, byli w latach 70. wielokrotnie aresztowani i sądzeni. Przyczyniło się to do upadku ich idei i zaprzestania działalności na rzecz jej urzeczywistnienia.